# Ferrocarril Mexicali y Golfo
El Ferrocarril Mexicali y Golfo era una línea ferroviaria en Baja California, México, establecida en 1901. A los pocos años, la empresa American Southern Pacific Railroad compró una participación mayoritaria en el ferrocarril. La línea finalmente construida fue antecesora del Ferrocarril Sonora Baja California. En 1929 se reorganizó Mexicali y Golfo como la línea sur del Ferrocarril Inter-California, bajo el nombre de Ferrocarril Intercalifornia del Sur.